# Влюблённые глаза
«Влюблённые глаза» (англ. Heart Eyes) — американский романтико-комедийный слэшер режиссёра Джоша Рубена от продюсеров фильма «Крик. Ночь перед Рождеством». Премьера состоялась 7 февраля 2025 года.
Фильм получил положительные отзывы от критиков, собрал $32.9 млн при бюджете в $18 млн. и стал финансово успешным.

## Сюжет
В течение последних нескольких лет убийца, носящий маску со светящимися сердечками вместо глаз и известный как «Влюблённые глаза», переезжал из одного города в другой, убивая множество пар в День святого Валентина. В этом году маньяк останавливается в Сиэтле, после чего убивает одну пару влюблённых в винодельне и вторую пару влюблённых в спа-салоне. Детективы Шоу и Хоббс расследуют это дело и обнаруживают в винодельне кольцо с инициалами «Дж. С».
Тем временем дизайнер рекламных роликов по имени Элли, которая недавно рассталась со своим парнем, подвергается нападкам со стороны коллег из-за провокационного рекламного ролика, созданного ею. Босс Элли, Кристал, советует ей поработать с другим известным дизайнером — Джеем Симмонсом, с которым Элли познакомилась ранее в кафе. Джей соглашается на партнёрство и предлагает ей сходить на ужин для вдохновения. Элли и её подруга Моника пытаются подобрать ей наряд на вечер.
Вечером Элли и Джей встречаются в кафе, но их разговор становится напряжённым после того, как они начинают расспрашивать друг друга об их личной жизни. Джей выходит из кафе, но Элли, заметив, что в кафе заходит её бывший парень со своей новой девушкой, догоняет Джея и целует его, чтобы вызвать у своего бывшего ревность. При этом, издалека за ними наблюдает «Влюблённые глаза». Элли и Джей примеряются, после чего Джей отвозит Элли домой и помогает ей открыть дом, так как она забыла ключ. Во время процесса вскрытия дома Джей случайно режет себе руку. Попав в дом, Элли и Джей поднимаются на второй этаж, где Элли обрабатывает рану Джея. Внезапно на них нападает «Влюблённые глаза». Маньяк убивает таксиста, который подвёз Элли и Джея ранее, и начинает преследовать Элли, перед этим вырубив Джея. Убийца загоняет девушку на карусель, но ей удаётся дать отпор маньяку. Прибывает полиция, которая обвиняет Джея во всех убийствах и арестовывает его.
В полицейском участке Хоббс замечает, что имя и фамилия Джея полностью совпадают с инициалами на кольце, в то время как Шоу сообщает, что Джей присутствовал во всех местах, где до этого были обнаружены трупы жертв. Элли дожидается Джея в вестибюле, где встречает Дэвида, своего знакомого. Дэвид приглашает Элли на свидание, но она отказывается, после чего Дэвид уходит. Внезапно в участке пропадает электричество и в здание проникает «Влюблённые глаза». Маньяк убивает администратора участка и Хоббса, в то время как Шоу исчезает. Элли противостоит убийце и освобождает Джея, после чего они прячутся в кинотеатре, но маньяк находит их и убивает нескольких зрителей. Элли и Джей решают противостоять маньяку и разоблачить его. В ходе небольшой схватки Джей и Элли оглушают маньяка и снимают с него маску, но под ней оказывается незнакомый человек. На место приезжает скорая помощь и Шоу с раненой рукой, а «Влюблённые глаза» исчезает. Шоу предлагает подвезти Джея и тот соглашается.
Придя домой Элли понимает, что полюбила Джея по настоящему, после чего отправляется искать его в аэропорту. Внезапно «Влюблённые глаза» звонит Элли и приказывает ей идти в часовню Святого Валентина, чтобы спасти Джея. Когда Элли прибывает на место, появляется «Влюблённые глаза», которым оказывается Дэвид. Он объясняет ей, что предыдущим маньяком, который напал на неё и Джея в кинотеатре, был Элай, обезумевший фанат. Появляется Шоу, которая оказывается женой и сообщницей Дэвида и вторым убийцей. Раскрываются преступления совершённые ими: Дэвид убил таксиста и пару в винодельне, где он потерял своё кольцо, в то время как Шоу совершила нападение на Элли и Джея в доме Элли. Маньяки предлагают девушке выбор: убить себя или Джея, но вместо этого Элли стреляет в Шоу, ранит Дэвида и освобождает Джея. Между двумя парами происходит схватка, в ходе которой Элли обезглавливает Шоу с помощью статуи, в то время как Джей протыкает глаз Дэвида его же стрелой и сжигает его с помощью свечки.
Год спустя Элли возвращается в медицинскую школу и идёт в кино с Джеем. После сеанса Джей предлагает Элли переехать к нему, но вместо этого Элли делает Джею предложение и он соглашается.
В сцене после титров Элли получает тревожный телефонный звонок, но, к её спокойствию, это оказывается Моника, которая просто притворилась «Глазами-сердечками» для шутки.

## В ролях
- Оливия Холт — Элли МакКейб
- Мейсон Гудинг — Джей Симмонс
- Девон Сава —  детектив Зик Хоббс
- Джордана Брюстер — детектив Джанетт Шоу
- Йосон Ань — Дэвид Шоу
- Винни Беннет — Элай
- Бен Блэк — Коллин
- Лэйтем Гейнс — Нико
- Крис Паркер — Томми
- Алекс Уокер — Патрик
- Лорен О’Хара — Аделина
- Дилан Турайзингем — Дилан
- Молли Курноу — Дана
- Джиджи Зумбадо — Моника, подруга Элли
- Микаэла Уоткинс — Кристал Кейн, босс Элли и Джея

## Производство

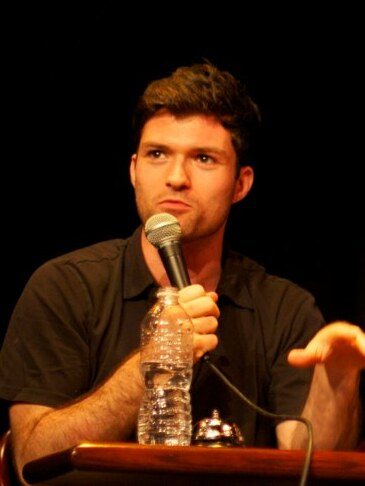
Режиссёром выступил Джош Рубен

Продюсерами фильма стали создатели слэшера 2023 года «Крик. Ночь перед Рождеством» Грег Гилрет и Адам Хендрикс. Гэри Барбер и Крис Стоун из Spyglass Media Group выступили в качестве исполнительных продюсеров.
Режиссёром стал Джош Рубен, снявший ранее фильмы «Напугай меня» и «Адам портит всё».
Сценарий написали Филлип Мёрфи («Телохранитель жены киллера»), Кристофер Лэндон («Грязные мокрые деньги», «Паранойя») и Майкл Т. Кеннеди («Дичь», «Крик. Ночь перед Рождеством»).

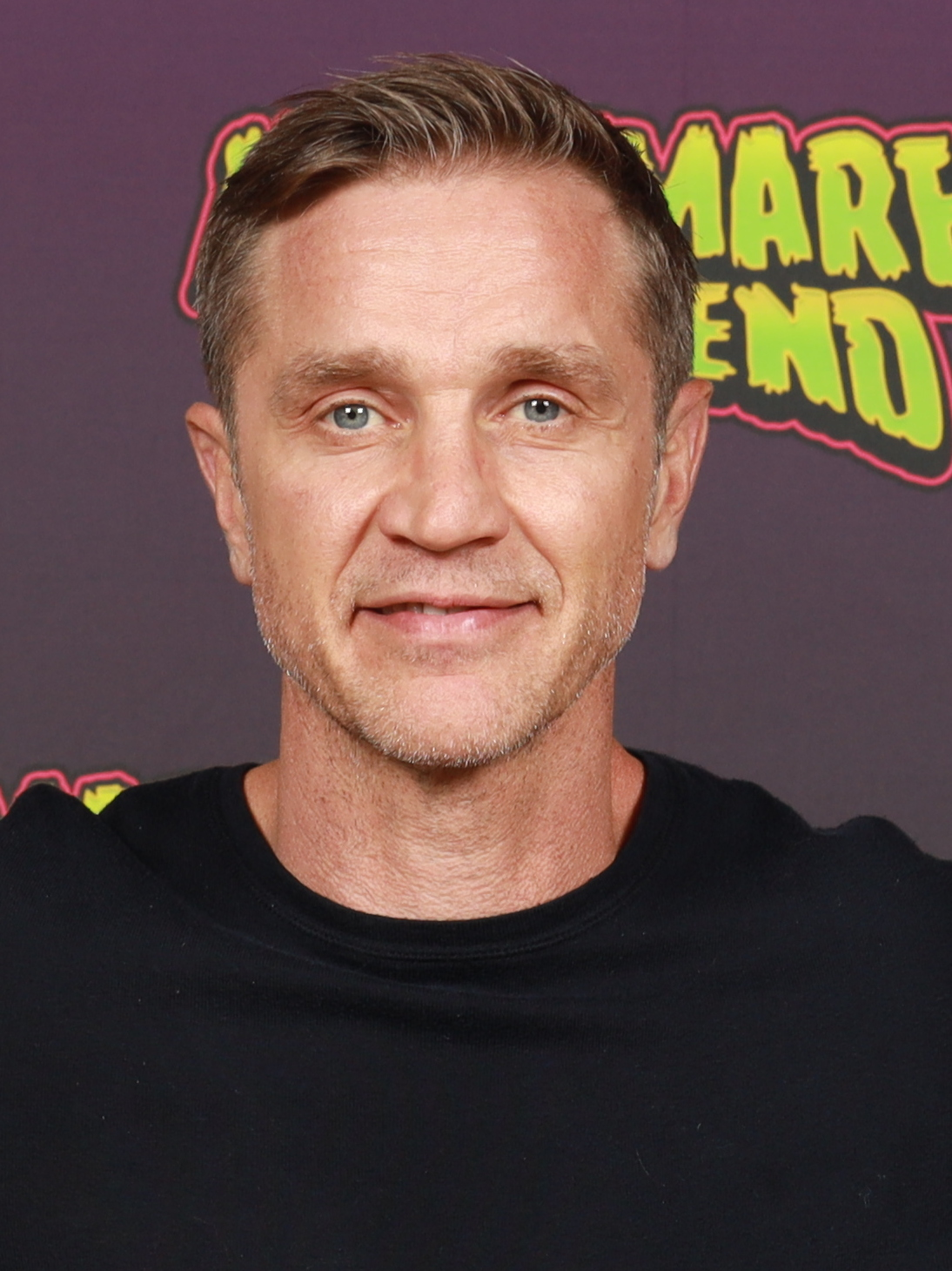
Одну из главных ролей исполнил Девон Сава

Съёмки картины проходили в Новой Зеландии в июне 2024 года.
В июне 2024 года стало известно, что главные роли в фильме исполнят актёры Джордана Брюстер и Девон Сава.
В сентябре Sony Pictures приобрела права на распространение фильма в Северной Америке и назначила дату выхода в прокат на 7 февраля 2025 года. В октябре того же года стало известно, что музыку к фильму напишет композитор Джей Уодли.

## Реакция

### Кассовые сборы
В США и Канаде «Влюблённые глаза» вышли в прокат одновременно с комедийным фильмом «Любовь — боль», и, по ранним прогнозам, в первый уик-энд фильм должен был собрать 7-8 миллионов долларов. В итоге, за первый уик-энд фильм смог собрать 8.3 миллиона долларов, заняв 2 место по кассовым сборам, уступив мультфильму «Догмен: Пушистая справедливость».
Во второй уик-энд «Влюблённые глаза» смогли собрать 9.8 миллионов долларов в прокате. Так как количество прибыли на второй уик-энд увеличилось на 19 % по сравнению с первым уик-эндом, «Влюблённые глаза» стали одним из немногих фильмов ужасов, кассовые сборы которого со временем только повысились.
На данный момент «Влюблённые глаза» собрали в общей сложности 32.9 миллиона долларов.

### Критика
На сайте-агрегаторе Rotten Tomatoes «Влюблённые глаза» получили положительную оценку в 81 % на основе 156 рецензий со стороны критиков. Консенсус сайта гласит: «Смесь кровавого слэшер-хоррора и милой романтической комедии, которая гениально сочетает в себе обе эти формулы, „Влюблённые глаза“ — это кровавая валентинка, от которой замирает сердце».
На сайте Metacritic фильм получил положительную оценку в 61 балл из 100 на основе 27 рецензий со стороны критиков, то указывает на «в целом положительные отзывы».